# Literatura sanscrită
Istoria literaturii sanscrite începe cu transmiterea pe cale orală a vedelor la mijlocul celui de-al doilea mileniu î.HR. „Epoca de aur” a literaturii clasice în sanscrită a avut loc în antichitatea târzie, din secolul al III-lea până în secolul al VIII-lea. Literatura sanscrită a dispărut odată cu cucerirea Indiei de către musulmani, în special din cauza distrugerii centrelor culturale, cum ar fi universitățile din Taxila și Nalanda. Acum, mai multe inițiative locale ale Guvernului Indiei încearcă revigorarea acestei limbi. Un exemplu în acest sens ar fi Festivalul Sanscrit All-India organizat din 2002, pe durata căruia se organizează competiții de scriere.